# Крук мексиканський
Крук мексиканський (Corvus cryptoleucus) — вид горобцеподібних птахів роду крук (Corvus) родини воронових (Corvidae).
Етимологія: грец. κρύπτον — «прихований», грец. λευκός — «білий».

## Опис
Довжина: 44—51 см. Оперення повністю чорне з багатим синьо-фіолетовим блиском в хорошому світлі. На основі шиї пір'я білувате (видне тільки тоді, коли тріпається при сильному вітрі). Дзьоб, ноги і ступні чорні.

## Стиль життя
Харчується культивованими зерновими культурами, комахами та багатьма іншими безхребетними, дрібними рептиліями, падлом та залишками людської їжі, кактусовими фруктами, яйцями і пташенятами. Голос схожий на голос звичайного крука: «pruk-pruk».
Гніздо будують або на деревах, великих чагарниках або іноді навіть у старих будівлях. У гнізді, як правило, 5-7 яєць, покладених у травні, з тим щоб скористатися комахами як їжею для дитинчат.

## Ареал та місця існування
Країни поширення: північна Мексика; південні США (південна частина Нью-Мексико, південно-східне Колорадо, західний Канзас, Західна Оклахома, південний і західний Техас).
Мешкає в сухих місцях проживання.

## Галерея

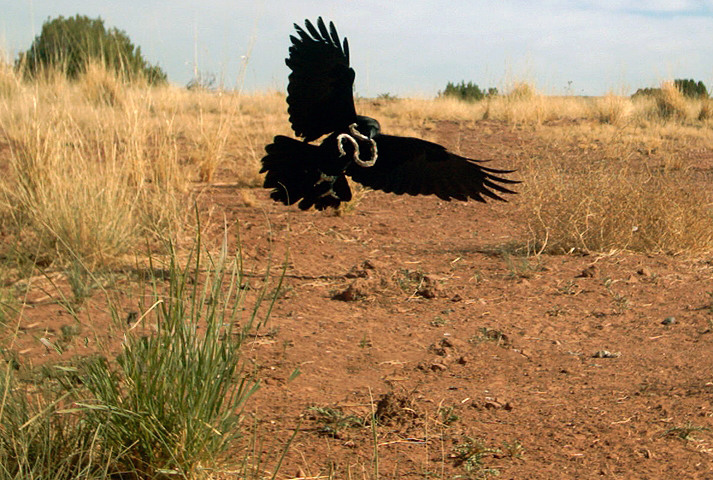
C. cryptoleucus спіймав змію
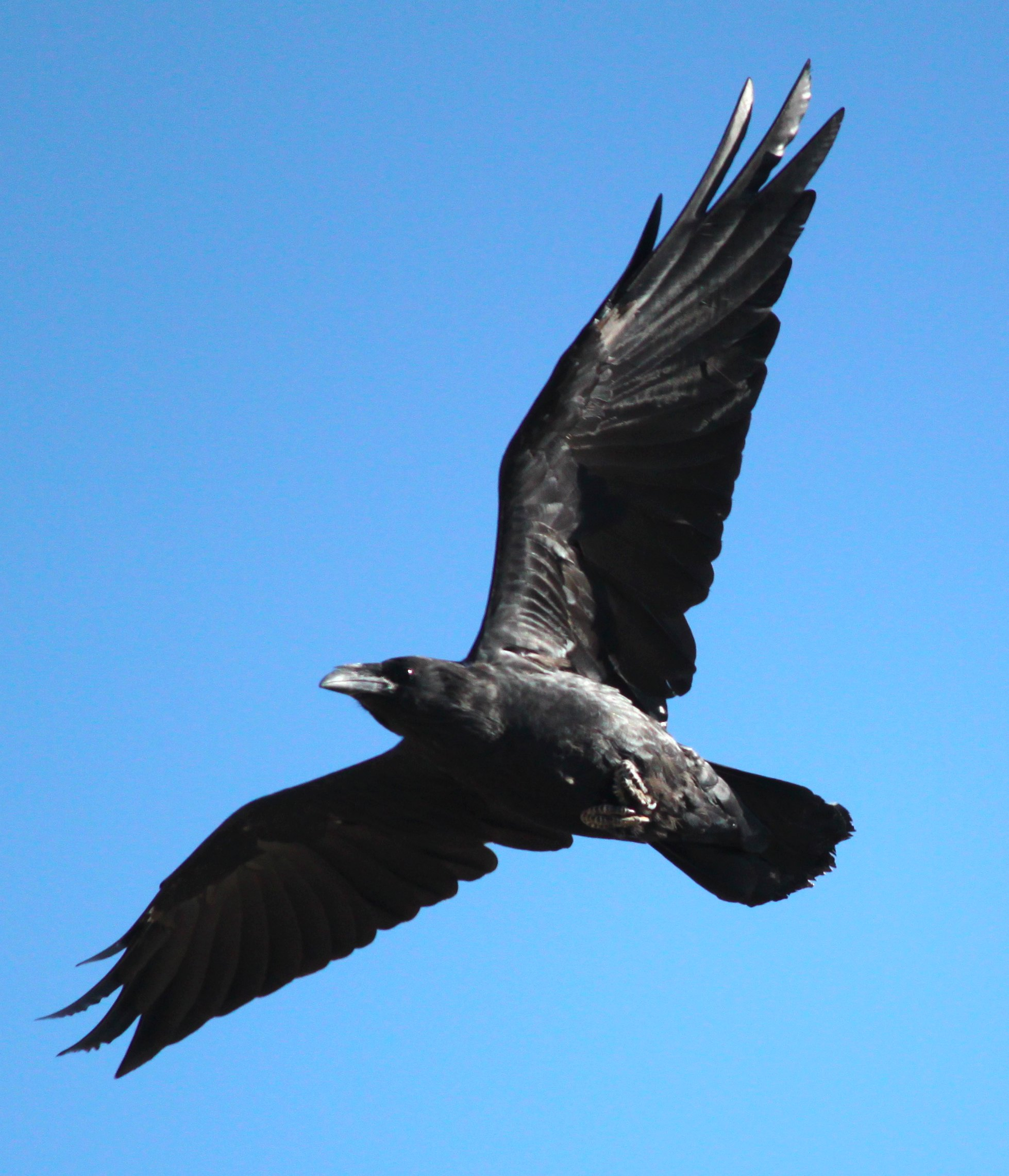
У польоті
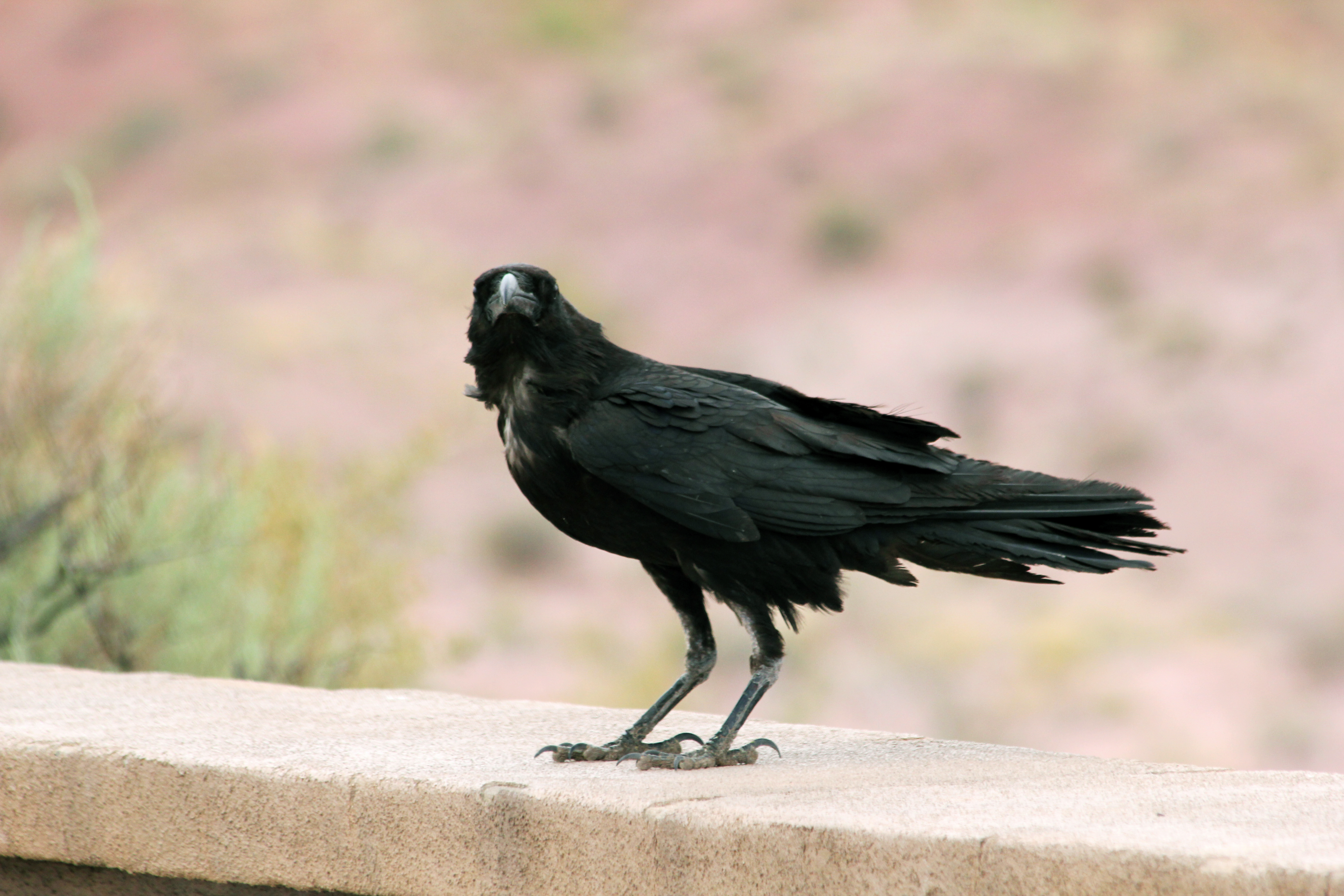
C. cryptoleucus

| Птах | Це незавершена стаття з орнітології. Ви можете допомогти проєкту, виправивши або дописавши її. |